# کتر ا
کتر ا (به لهستانی:  Ktery A) یک روستا در لهستان است که در گمینا کژژانوو واقع شده‌است.
 کتر ا  ۱۶۰ نفر جمعیت دارد.